# La Capelle-Balaguier
La Capelle-Balaguier – miejscowość i gmina we Francji, w regionie Oksytania, w departamencie Aveyron. W 2013 roku jej populacja wynosiła 304 mieszkańców. 